# Hengersor
A hengersor adott termék hengerlésére telepített – egy vagy több hengerállványból álló – gépcsoport. A hengersor magába foglalja a hengerállványt (hengerekkel, csapágyakkal, állító berendezésekkel stb.), valamint a hajtási lánc elemeit. Ebbe tartozik a sorvonó motor, a lendítőkerék, a tengelykapcsoló(k), a pörgőfogaskerekek és a kapcsolóorsók.

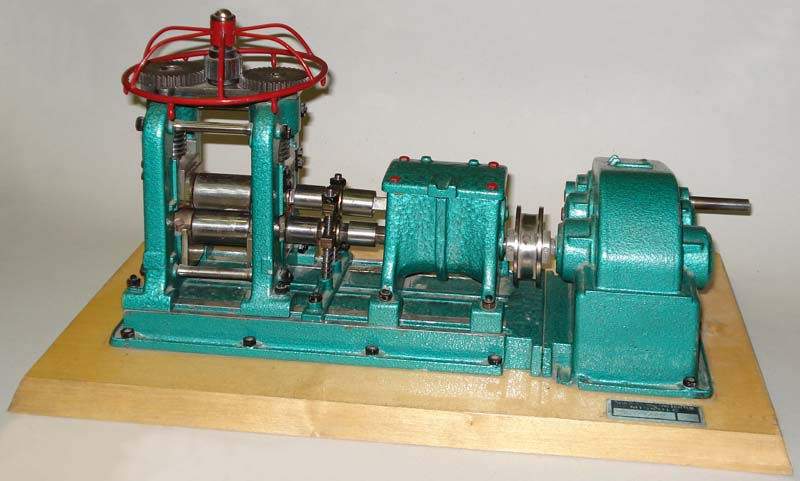
Egyállványos hengersor modellje sima palástú hengerekkel

## A hengersor részei

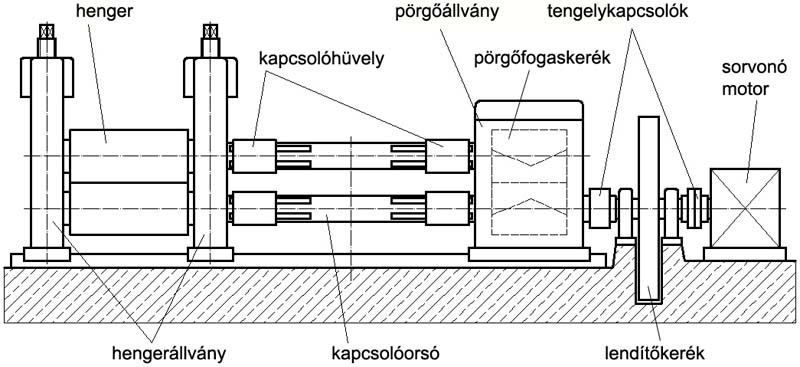
Hengersor általános felépítése

### Hengerállvány
A hengerállvány a hengersor alapegysége. Az ebben elhelyezkedő, és a voltaképpeni képlékeny alakítási (hengerlési) műveletet elvégző hengerek hajtását (forgatását) végző elemek képezik a hengersor további részeit.

### Sorvonó motor
Hengersorok hajtására villamos motorokat használnak, mégpedig
- egyenáramú és
- váltóáramú aszinkron motorokat.

Egyenáramú motorokat használnak azokon a hengersorokon, ahol a hengerlés irányát, azaz a hengerek forgásirányát változtatni kell (reverzálás), vagy ahol a fordulatszámot tág határok között kell szabályozni.
A váltakozó áramú aszinkron motorok az egy irányban forgó, állandó fordulatszámú hengersorokon használatosak, de az egy irányban forgó, változtatandó fordulatszámú sorokon egyenáramú motorokat kell alkalmazni.
A korszerű – elsősorban nagy teljesítményű – hengersorokon gyakran alkalmazzák az ikermotoros hajtást. Ennek az a lényege, hogy mindkét hengert külön motorral hajtják meg. Ezzel a megoldással az egy motorra jutó teljesítmény kisebb lesz, emiatt a forgórész átmérője, és így a motor lendítőnyomatéka is kisebb lesz. Ennek következtében a reverzálást rövidebb idő alatt lehet végrehajtani.

### Lendítőkerék
A lendítőkerék feladata a munka kiegyenlítés. Használata csak egy irányban forgó hengersorokon jöhet szóba (a lendkerék irányváltása rendkívül hosszú időbe és fölösleges teljesítménybefektetésbe kerülne).
A lendítőkerék – méretétől is függően – készülhet öntöttvasból, acélöntvényből, hengerelt durvalemezből stb., kivitelét tekintve pedig lehet küllős vagy anélküli. A lendkerekeken általában kívánatos a határozott méretű koszorú alkalmazása, mert a kerék lendítőnyomatékát főleg ez biztosítja. Ha fogaskerék-hajtómű is van a hajtásláncban, akkor a lendítőkereket mindig a nagy fordulatszámú tengelyre kell építeni.

### Fogaskerék-hajtómű
A fogaskerék-hajtómű feladata a sorvonómotor fordulatszámának lecsökkentése a hengerlési fordulatszámra. A hajtómű lehet egy- vagy többfokozatú. A fogaskerekek ferde- vagy nyílfogazással készülnek. A hajtómű általában öntöttvasból készült zárt házban van elhelyezve, az olajkenést zárt kenőrendszer végzi.

### Tengelykapcsoló
A tengelykapcsolók feladata álló helyzetben vagy forgás közben bontható kapcsolat megteremtése a nyomatékátvitel elemei között. Tengelykapcsolót két helyre építhetnek be a hengersorba:
- motor-tengelykapcsoló: a sorvonó motor és a hajtómű közé,
- főtengely-kapcsoló: a hajtómű és a pörgő közé.

A motor-tengelykapcsolóval szemben az a követelmény, hogy az esetleges lökésszerű terheléseket csökkentse és biztonsági elemként működjön túlterhelés esetén. A követelményeknek rugalmas tengelykapcsolók felelnek meg (pl. AEG-kapcsoló, Bibby-kapcsoló).
A főtengely-kapcsolók általában körmös kivitelben készülnek (Ortmann-, Pool-, Schloemann-kapcsolók). Többnyire csak álló helyzetben kapcsolhatók, néha mozgás közben is bonthatók. Speciális típus az elektromágneses kapcsoló, ami tetszés szerinti kapcsolást tesz lehetővé.
Lendítőkerekes sornál biztonsági tengelykapcsolót kell alkalmazni, ami túlterhelés esetén lehetővé teszi a lendkerék lekapcsolását. Ez például nyírócsapos megoldással valósítható meg.

### Pörgőfogaskerekek
A pörgőfogaskerekek feladata a motor vagy a hajtómű felől érkező forgatónyomatékot két részre bontani és a két henger éllentétes forgásirányát megvalósítani. A pörgő ezt egy 1:1 áttételű fogaskerék-áttétellel valósítja meg. A pörgő fogaskerekei általában 120°-os nyílfogazásúak, amelyek zárt öntöttvas házban forognak. A kenés zárt olajkenéssel történik.

### Kapcsolóorsók

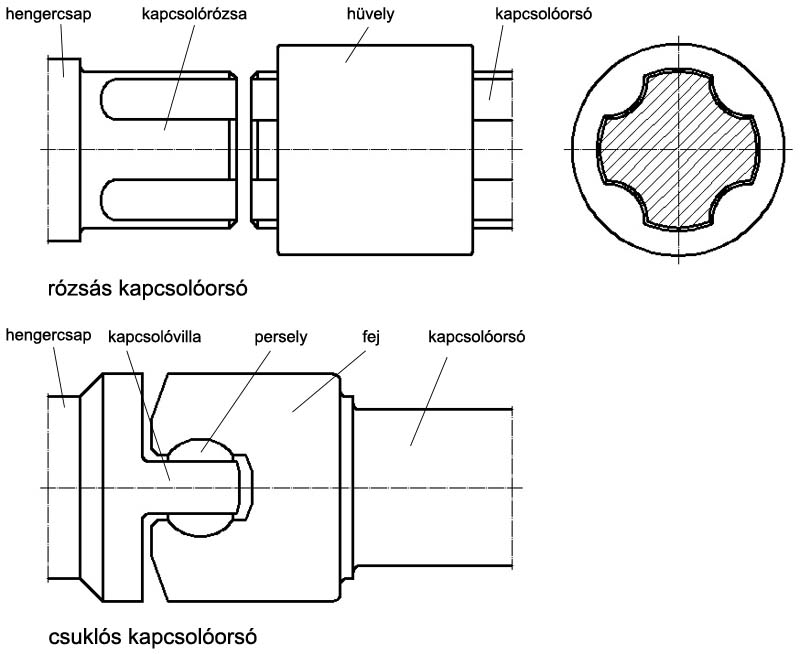
Kapcsolóorsók

A kapcsolóorsók a pörgőfogaskerekek és a hengerek között helyezkednek el, feladatuk a forgatónyomaték átvitele a hengerek felé. Nyitott telepítésű hengersorok esetén is kapcsolóorsókat használnak az egymás mellett elhelyezett állványok hajtására. A kapcsolóorsóknak számos változatát fejlesztették ki, de ezek mind a következő három alaptípusra épülnek:
- kapcsolórózsa,
- csuklós kapcsolóorsó,
- kardáncsuklós kapcsolóorsó.

A kapcsolórózsa a legrégebbi típus: lóhere alakúra kimunkált kapcsolócsap a hengercsap végén, amire hasonlóan kiképezett ellendarabot, kapcsolóhüvelyt húznak. Ez a kapcsolóhüvely biztosítja a nyomatékátvitelt. A kapcsolóhüvely anyaga öntöttvas. Előnye az egyszerűsége, hátránya, hogy minimális magasságirányú hengerállítást tesz lehetővé.
Csuklós kapcsolóorsót akkor alkalmaznak, ha a felső hengert jelentős mértékben kell állítani. Egyik oldalán – a hengercsap végén – lapos, villa alakú részt képeznek ki, ez csatlakozik az orsón lévő henger alakú nyílásba. A villa és a henger alakú rész között bronz vagy műanyag persely helyezkedik el. Az ilyen típusú kapcsolóorsók gyakran igen hosszúak (ilyenkor középen külön alátámasztásra van szükség), amit a legfeljebb 8°-os hajlásszög és a henger megkívánt állíthatósága ad ki.
Kardáncsuklós kapcsolóorsót nagy fordulatszámú hengersorokon és/vagy nagymértékű hengerállítási igény esetén építenek be.

## A hengersorok telepítése

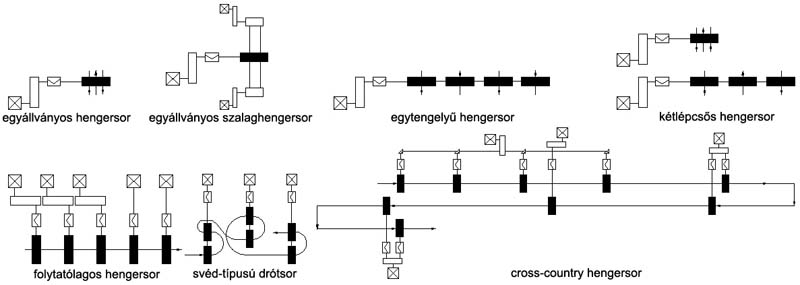
Példák hengersorok elrendezésére

Egy termékcsoport hengerlésére alkalmas hengersor sajátosságait a rajta hengerelt kiinduló és készméretű darabok jellegzetességei határozzák meg (alak, méret, anyagminőség stb.). Ezek a jellegzetességek határozzák meg, hogy milyen hengerszámú hengerállványokat alkalmaznak, de azt is, hogy ezeket a hengerállványokat milyen módon telepítik, egyet vagy többet, ha többet, akkor ezek hogyan helyezkednek el. Ezek közül az elrendezési lehetősége közül mutat be néhányat az ábra.
Az egyállványos hengersor a legegyszerűbb elrendezésű sor, a hengerállványból és a meghajtó rendszerből áll. Ezekben a hengersorokban általában több szúrással hengerelnek, ami duó hengerállvány esetén feltételezi a forgásirány megváltoztathatóságát (reverzáló hengerállvány). Az egyállványos sorok sajátos típusa a szalaghengerlésre alkalmas, csévéről csévére hengerlő, egy irányban forgó vagy irányváltó (reverzáló) hengersor.
Az egytengelyes hengersorok több, egymás mellé telepített állványból állnak. Egy állványban egy vagy több szúrást végeznek. Az egytengelyű hengersorokat gyakran kiegészíti egy reverzáló előnyújtó állvány, de a finomszelvények hengerlésekor akár több egytengelyű sort is telepíthetnek egymás mögé. Az egytengelyes hengersorokban mindig trió hengerállványokat alkalmaznak, de mivel egy állványban többnyire csak vagy a felső vagy az alsó hengerpár között hengerelnek, a használaton kívüli henger helyére csak egy kapcsolóorsót építenek be. Az ilyen a hengerállványokat „vaktrió” állványoknak nevezik.
A folytatólagos hengersorokat a nagy termelőképesség követelménye keltette életre. Az első ilyen sorozatoktól eltekintve a darab egyszerre több hengerállványban is fut. Ezért az egymás utáni hengerállványok hengereinek a fordulatszámát pontosan kell beállítani, illetve a rendszert fordulatszám-szabályozó berendezéssel kell kiegészíteni. Az egymás után, egy vonalban elhelyezett hengerállványok meglehetősen hosszú üzemcsarnokot kívánnak, ezért gyakran „félfolytatólagos” hengersorokat telepítenek. Ezeknél a valódi folytatólagos szakaszt reverzáló előnyújtó egység előzi meg.
A cross-country és a cikcakk elrendezésű hengersorok is a teljesen folytatólagos sorok helyigényét csökkentik. Ezeken a sorokon az állványok vonalát elcsúsztatják egymáshoz képest, és ezeken a szakaszokon a darab ellentétes irányban fut.
A svéd-típusú hengersor a folytatólagos hengerlés speciális lehetőségét teremti meg dróthengerlés esetén. A darabot az egymás mögött általában párosával elhelyezett hengerállványok között, különböző méretű ívek alakjában vezetik. A darab vezetését trombita alakú csődarabok segítségével oldják meg. A drótsorok hengerlési végsebessége meghaladhatja a 100 m/s-ot is.